# Lê Tương Dực
Lê Tương Dực (* 1495; † 1516, eigentlicher Name Lê Oanh) war Kaiser Vietnams der Lê-Dynastie. Er folgte auf die despotische Herrschaft seines Vorgängers Lê Uy Mục. Seine Herrschaft selbst war von Naturkatastrophen und Rebellion geprägt. Er wurde 1516 von einem gedemütigten Gefolgsmann ermordet. Auf ihn folgte Lê Chiêu Tông.

## Herrschaft
Lê Tương Dực wurde durch die Rebellion gegen seinen Vorgänger an die Macht gebracht, welcher von den Rebellen getötet wurde. Seine Mutter und viele seiner Brüder waren von seinem Vorgänger getötet worden. Zu Beginn seiner Herrschaft agierte Lê Tương Dực als Hoffnungsträger der Gelehrten und Beamten am Hofe, mit denen er zu Beginn gut zusammenarbeitete. Im Gegensatz zu seinem Vorgänger kam es zu einer kurzen Blüte konfuzianischen Schriffttums an seinem Hof.
Im Verlauf wurde seine Regierungsführung jedoch erratisch. Während auf dem Land Ungezieferplagen und Nahrungsknappheit dominierten, baute er an einem luxuriösen Palast in der Hauptstadt. Zeitgenössische chinesische Berichte und der Volksmund übten Kritik an seiner Lebens- und Regierungsführung und er galt unter dem Schimpfwort Schweinekaiser als habgieriger und selbstsüchtiger Monarch. Es kam zu Rebellionen und Revolten in fast jedem Landesteil.
Die größten Herausforderung für seine Herrschaft war 1516 die Revolte von Trần Cao, welcher die Trần-Dynastie wiederaufleben lassen wollte. Am Hof setzte der Kaiser auf Repression. So wurde er beim Heranrücken der Armee Trân Caos auf die Hauptstadt von Trinh Duy San, einem Gefolgsmann, den er kurz vorher Auspeitschen ließ, ermordet.
Sein Nachfolger wurde Lê Chiêu Tông.